# Валер'ян Гапріндашвілі (шахіст)
Валер'ян Гапріндашвілі (груз. ვალერიანე გაფრინდაშვილი; нар. 16 січня 1982) – грузинський шахіст, гросмейстер від 2002 року.

## Шахова кар'єра
Найбільших успіхів у кар'єрі домігся як підліток. У 1993 (Сомбатгей) і 1994 (Беїле-Херкулане) роках двічі завоював титули чемпіона Європи серед юніорів до 12 років, тоді як 1995 року (Сан-Лоренсо) – титул чемпіона світу до 14 років.
2000 року виконав дві гросмейстерські норми на міжнародних турнірах в Алушті (на одному поділивши 1-ше місце разом з Олександром Рязанцевим і Павлом Ельяновим, а на другому посівши 2-ге місце позаду Андрія Ковальова). У 2001 році переміг (разом з Пітером Ендерсом та Ібрагімом Хамракуловим) в Ольденбурзі, тоді як 2002 року завоював титул чемпіона Грузії серед юніорів до 20 років, був найкращим гравцем збірної Грузії під час матчу з Туреччиною (разом з Тамазом Гелашвілі і Баадуром Джобавою здобув 9½ очок у 12 партіях) і виконав третю гросмейстерську норму, поділивши 2-ге місце на турнірі за швейцарською системою в Коджаелі (позаду Михайла Гуревича, разом з Антоанетою Стефановою, Шахріяром Мамед'яровим, Васілом Спасовим, Баадуром Джобавою і Мерабом Гагунашвілі). У 2005 році посів 2-ге місце (позаду Санана Довлятова) в Баку, поділив 3-тє місце на турнірі B фестивалю Аерофлот опен у Москві (позаду Завена Андріасяна і Ельміра Гусейнова) і виграв у Тбілісі титул чемпіона Грузії. 2006 року поділив 2-ге місце в Стамбулі (позаду Івера Шигладзе, разом із, зокрема, Валерієм Авескуловим і Торніке Санікідзе) і переміг у Адані (разом із, зокрема, Міхалом Мчедлішвілі і Георгієм Багатуровим), тоді як у 2007 році поділив 2-ге місце в Решті (позаду Ехсана Гаема Магамі) і в Урмії (позаду Мортези Магджуба).
Найвищий рейтинг Ело в кар'єрі мав станом на 1 січня 2003 року, досягнувши 2491 очок займав тоді 14-те місце серед грузинських шахістів.